# Olympische Jugend-Winterspiele 2012/Teilnehmer (Nepal)
| Gelbes Symbol für Goldmedaillen mit stilisierten Olympischen Ringen | Graues Symbol für Silbermedaillen mit stilisierten Olympischen Ringen | Braundes Symbol für Bronzemedaillen mit stilisierten Olympischen Ringen |
| ------------------------------------------------------------------- | --------------------------------------------------------------------- | ----------------------------------------------------------------------- |
| —                                                                   | —                                                                     | —                                                                       |

Nepal nahm an den Olympischen Jugend-Winterspiele 2012 in Innsbruck mit einem Athleten in einer Sportart teil.

## Sportarten

### Ski Alpin
| Athleten    | Wettbewerb   | Durchgang 1 | Durchgang 2        | Gesamt             | Gesamt             |
| Athleten    | Wettbewerb   | Zeit        | Zeit               | Zeit               | Rang               |
| ----------- | ------------ | ----------- | ------------------ | ------------------ | ------------------ |
| Jungen      |              |             |                    |                    |                    |
| Bibash Lama | Slalom       | DNF         | nicht qualifiziert | nicht qualifiziert | nicht qualifiziert |
| Bibash Lama | Riesenslalom | 1:42,29 min | 1:31,39 min        | 3:13,68 min        | 39                 |